# آتیلا تسنه
آتیلا تسنه (مجاری: Czene Attila) شناگر اهل مجارستان است.